# Município de Swanton (condado de Lucas, Ohio)
O município de Swanton (em inglês: Swanton Township) é um município localizado no condado de Lucas no estado estadounidense de Ohio. No ano de 2010 tinha uma população de 3.012 habitantes e uma densidade populacional de 52,66 pessoas por km².

## Geografia
O município de Swanton encontra-se localizado nas coordenadas 41° 34′ 04″ N, 83° 50′ 50″ O. Segundo o Departamento do Censo dos Estados Unidos, o município tem uma superfície total de 57.19 km², da qual 57,05 km² correspondem a terra firme e (0,24 %) 0,14 km² é água.

## Demografia
Segundo o censo de 2010, tinha 3.012 habitantes residindo no município de Swanton. A densidade populacional era de 52,66 hab./km². Dos 3.012 habitantes, o município de Swanton estava composto pelo 94,19 % brancos, o 2,52 % eram afroamericanos, o 0,17 % eram amerindios, o 0,8 % eram asiáticos, o 0,76 % eram de outras raças e o 1,56 % eram de uma mistura de raças. Do total da população o 3,62 % eram hispanos ou latinos de qualquer raça.